# Andryala glandulosa
Andryala glandulosa — вид трав'янистих рослин з родини айстрові (Asteraceae), ендемік Мадейри. Етимологія: лат. glandulosa — «залозистий».

## Опис
Багаторічна трава заввишки 50–100 см. Листя чергове, цілокрає або розсічено-перисте, залозисте. Нижні листки мають довжину 5–25(45) см. Це досить різноманітний вид, особливо щодо щільності й форми листя. 

## Поширення
Ендемік архіпелагу Мадейра (о-ви Мадейра, Порту-Санту) й а. Дезерташ.

## Галерея

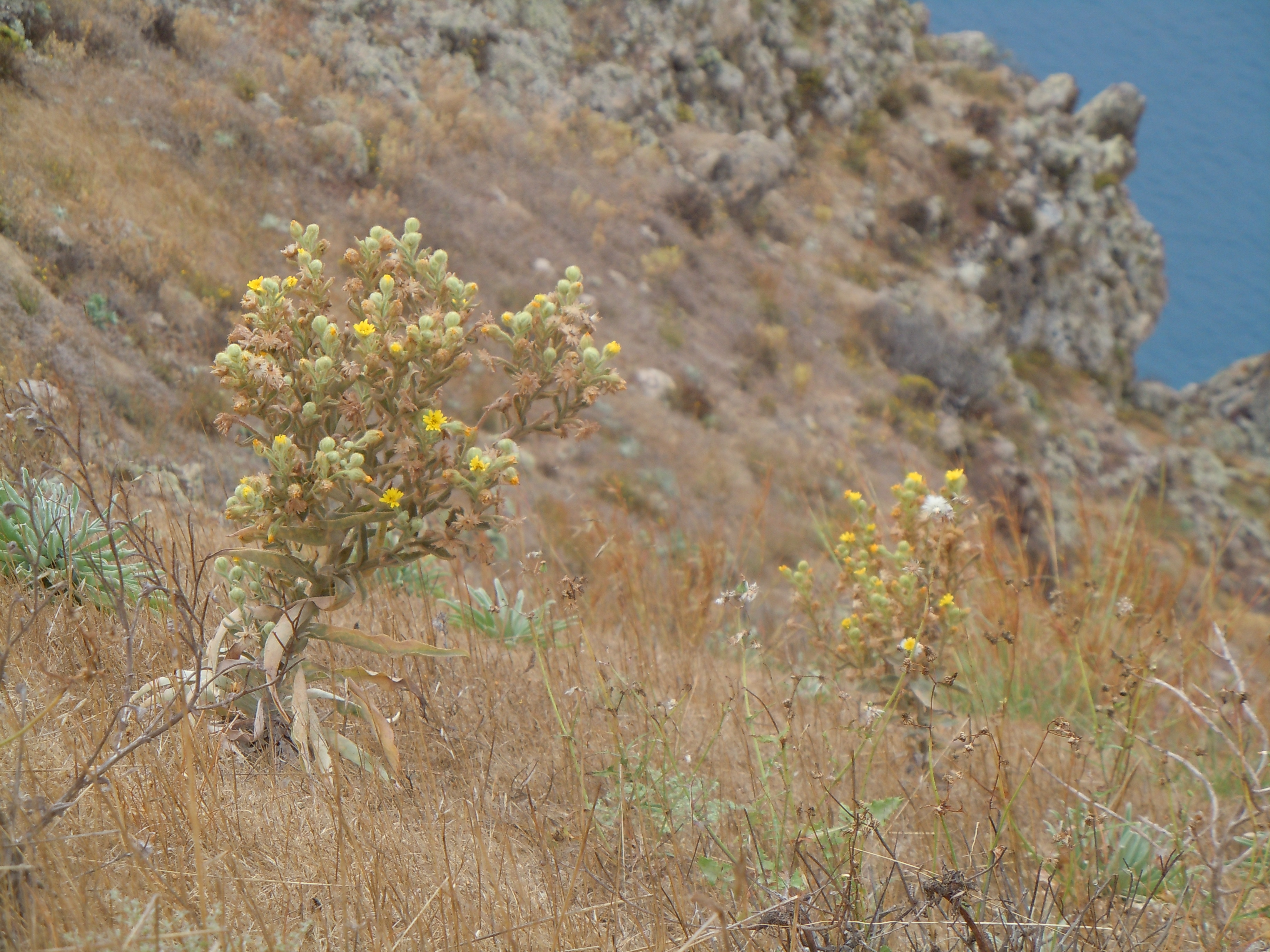
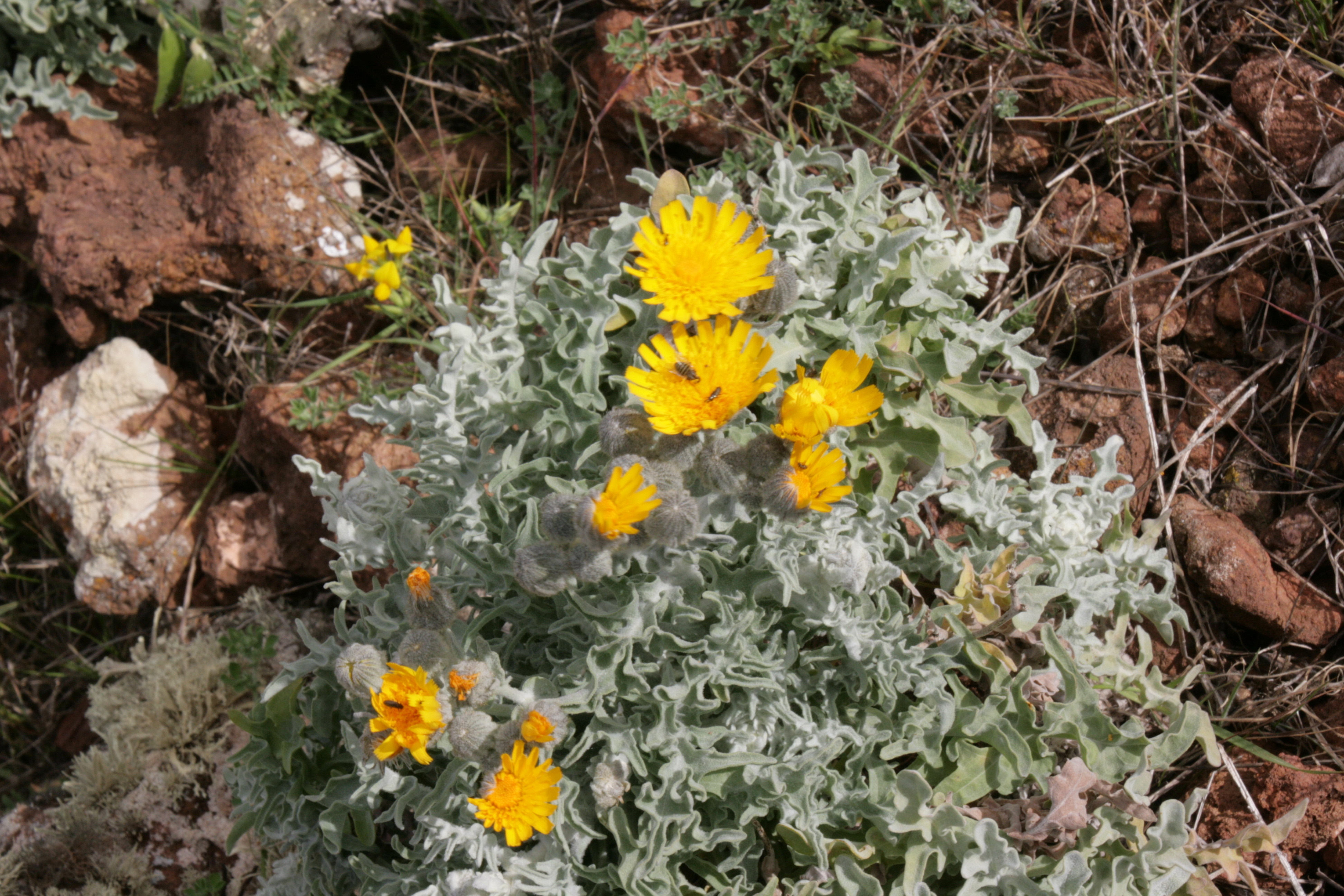